# Them Not Me
Them Not Me è un EP del gruppo thrash metal tedesco Destruction, pubblicato nel 1995. È il secondo disco pubblicato su etichetta autoprodotta Brain Butcher Compact, successivamente escluso dalla discografia ufficiale.

## Tracce
1. Scratch the Skin – 3:39
2. Live to Start Again – 3:04
3. Bright Side of Leprocy – 4:01
4. Push Me Off the Windowsill – 4:05
5. Mole – 0:41
6. Mentally Handicapped Enterprise – 4:06

## Formazione
- Thomas Rosenmerkel - voce
- Michael Piranio - chitarra
- Mike Sifringer - chitarra
- Christian Engler - basso
- Oliver Kaiser - batteria